# 古市胤憲
古市 胤憲（ふるいち いんけん）は、室町時代中期の僧侶。

## 略歴
興福寺大乗院の筆頭宗徒であった古市胤賢の子として生まれる。
- 1451年（宝徳3年）、妻の吉岡尼は神社参拝の際、敵方が人質にするため車輿を待ち伏せていたが、途中で車輿を降りて歩いていたので難を逃れた[1]。
- 1453年8月8日（享徳2年6月24日）に長男の胤仙が死去[2]。
- 1457年（康正3年）2月、興福寺の「花頭」という行事について取り仕切れと命令があったが、指示が不十分のため実行できないと申し立てたところ処罰された[3][4]。
- 1459年（長禄3年）3月に妻の吉岡尼が死去[2]。
- 1460年（寛正2年8月20日）、逝去[4][2][5]。8月22日の大乗院寺社雑事記には、「寺院の務めや儀式を執り行うにあたり、胤憲死去によって、この先50日間は古市氏の御座（立場・役席）を設けることができない――などという通達がなされた」と記録されている。